# باستو
باستو (بالإسبانية: Pasto)‏، تمسى رسميا سان خوان دي باستو (بالإسبانية: San Juan de Pasto)‏، هي عاصمة إدارة نارينيو في كولومبيا، تقع في جنوب البلاد، وتحديدا في "وادي أتريث"، على سلسلة جبال الأنديز، عند سفح بركان جاليراس، على ارتفاع 8290 قدم (2527 متر) فوق مستوى سطح البحر. يبلغ عدد سكانها حوالي 500 ألف نسمة.

## المناخ
يظهر الجدول التالي التغييرات المناخية على مدار السنة لباستو:
| البيانات المناخية لـباستو                                           | البيانات المناخية لـباستو | البيانات المناخية لـباستو | البيانات المناخية لـباستو | البيانات المناخية لـباستو | البيانات المناخية لـباستو | البيانات المناخية لـباستو | البيانات المناخية لـباستو | البيانات المناخية لـباستو | البيانات المناخية لـباستو | البيانات المناخية لـباستو | البيانات المناخية لـباستو | البيانات المناخية لـباستو | البيانات المناخية لـباستو |
| الشهر                                                               | يناير                     | فبراير                    | مارس                      | أبريل                     | مايو                      | يونيو                     | يوليو                     | أغسطس                     | سبتمبر                    | أكتوبر                    | نوفمبر                    | ديسمبر                    | المعدل السنوي             |
| ------------------------------------------------------------------- | ------------------------- | ------------------------- | ------------------------- | ------------------------- | ------------------------- | ------------------------- | ------------------------- | ------------------------- | ------------------------- | ------------------------- | ------------------------- | ------------------------- | ------------------------- |
| الدرجة القصوى °م (°ف)                                               | 25.2 (77.4)               | 24.7 (76.5)               | 22.0 (71.6)               | 23.1 (73.6)               | 22.3 (72.1)               | 23.1 (73.6)               | 21.7 (71.1)               | 23.0 (73.4)               | 23.0 (73.4)               | 24.0 (75.2)               | 23.2 (73.8)               | 23.1 (73.6)               | 25.2 (77.4)               |
| متوسط درجة الحرارة الكبرى °م (°ف)                                   | 17.0 (62.6)               | 17.2 (63.0)               | 17.3 (63.1)               | 17.5 (63.5)               | 17.4 (63.3)               | 16.8 (62.2)               | 16.3 (61.3)               | 16.7 (62.1)               | 17.5 (63.5)               | 17.8 (64.0)               | 17.4 (63.3)               | 17.3 (63.1)               | 17.2 (63.0)               |
| المتوسط اليومي °م (°ف)                                              | 12.9 (55.2)               | 13.1 (55.6)               | 13.1 (55.6)               | 13.3 (55.9)               | 13.3 (55.9)               | 12.9 (55.2)               | 12.4 (54.3)               | 12.5 (54.5)               | 12.9 (55.2)               | 13.0 (55.4)               | 12.9 (55.2)               | 12.9 (55.2)               | 12.9 (55.2)               |
| متوسط درجة الحرارة الصغرى °م (°ف)                                   | 9.5 (49.1)                | 9.6 (49.3)                | 9.7 (49.5)                | 10.0 (50.0)               | 10.1 (50.2)               | 10.0 (50.0)               | 9.4 (48.9)                | 9.4 (48.9)                | 9.3 (48.7)                | 9.4 (48.9)                | 9.6 (49.3)                | 9.6 (49.3)                | 9.6 (49.3)                |
| أدنى درجة حرارة °م (°ف)                                             | 3.5 (38.3)                | 1.0 (33.8)                | 1.3 (34.3)                | 1.2 (34.2)                | 4.5 (40.1)                | 3.4 (38.1)                | 3.0 (37.4)                | 3.8 (38.8)                | 3.6 (38.5)                | 1.0 (33.8)                | 4.4 (39.9)                | 0.0 (32.0)                | 0.0 (32.0)                |
| الهطول مم (إنش)                                                     | 69.1 (2.72)               | 65.7 (2.59)               | 81.1 (3.19)               | 87.1 (3.43)               | 77.6 (3.06)               | 44.7 (1.76)               | 32.8 (1.29)               | 25.0 (0.98)               | 63.9 (2.52)               | 95.5 (3.76)               | 101.1 (3.98)              | 82.9 (3.26)               | 826.4 (32.54)             |
| متوسط أيام هطول الأمطار                                             | 17                        | 16                        | 19                        | 20                        | 20                        | 17                        | 15                        | 14                        | 14                        | 17                        | 19                        | 20                        | 206                       |
| متوسط الرطوبة النسبية (%)                                           | 82                        | 81                        | 83                        | 82                        | 81                        | 79                        | 77                        | 74                        | 75                        | 79                        | 83                        | 83                        | 80                        |
| ساعات سطوع الشمس الشهرية                                            | 111.6                     | 87.6                      | 83.7                      | 84.0                      | 93.0                      | 102.0                     | 111.6                     | 111.6                     | 99.0                      | 102.3                     | 105.0                     | 108.5                     | 1٬199٫9                   |
| ساعات سطوع الشمس اليومية                                            | 3.6                       | 3.1                       | 2.7                       | 2.8                       | 3.0                       | 3.4                       | 3.6                       | 3.6                       | 3.3                       | 3.3                       | 3.5                       | 3.5                       | 3.3                       |
| المصدر: Instituto de Hidrologia Meteorologia y Estudios Ambientales |                           |                           |                           |                           |                           |                           |                           |                           |                           |                           |                           |                           |                           |

## توأمة
لباستو اتفاقيات توأمة مع:
- لغة التوفان

## أعلام
- لويس فرناندو لوبيز
- كارلوس دانيال هيدالغو
- أنطونيو نافارو وولف